# Burang (powiat)
Burang (tyb.  སྤུ་ཧྲང, Wylie spu hreng rdzong, ZWPY Burang Zong; chiń. upr. 普兰县; pinyin Pǔlán Xiàn) – powiat w zachodnich Chinach, w prefekturze Ngari, w Tybetańskim Regionie Autonomicznym. Siedzibą powiatu jest miasto Burang. W 1999 roku powiat Burang liczył 7653 mieszkańców

## Położenie
Powiat Burang od południa graniczy z dystryktem Humla w nepalskiej strefie Karnali. Od zachodu powiat graniczy z dystryktem Pithoragarh w indyjskim stanie Uttarakhand. Od północnego zachodu powiat Burang graniczy z powiatami Zanda i Gar, a od północnego wschodu – z powiatem Gê'gyai.